# Naqīb Kolā
Naqīb Kolā (persiska: نَقيب كُلای ثَلاس, نَقيب كَلا جُنِيد, نقیب کلا, نَقيب كُلا جُنِيد, Naqīb Kolā-ye S̄alās) är en ort i Iran.   Den ligger i provinsen Mazandaran, i den norra delen av landet, 150 km nordost om huvudstaden Teheran. Naqīb Kolā ligger 26 meter över havet och antalet invånare är 458.
Terrängen runt Naqīb Kolā är platt. Runt Naqīb Kolā är det ganska tätbefolkat, med 96 invånare per kvadratkilometer. Närmaste större samhälle är Babol, 11,0 km nordväst om Naqīb Kolā. Trakten runt Naqīb Kolā består till största delen av jordbruksmark.